# Saccoglossus mereschkowskii
Saccoglossus mereschkowskii är en djurart som tillhör fylumet svalgsträngsdjur, och som först beskrevs av Wagner 1885.  Saccoglossus mereschkowskii ingår i släktet Saccoglossus och familjen Harrimaniidae. Inga underarter finns listade i Catalogue of Life.